# Академіку (Візеу)
«Академіку» або «Академіку де Візеу» (порт. Académico de Viseu Futebol Clube) — португальський футбольний клуб з міста Візеу, заснований 1914 року. Виступає у Сегунда-Лізі Португалії. Домашні матчі проводить на стадіоні «Фонтелу», який вміщує 6 912 глядачів.

## Історія
Перша футбольна команда в Візеу була створена ще у 1908 році групою молодих ентузіастів з місцевого ліцею та християнського коледжу. А офіційно клуб «Академіку» було оформлено в 1914 році як Clube Académico de Futebol. У 80-х роках команді вдалося пробитися до Прімейра-Ліги, де вона загалом провела 3 сезони. Проте клуб був ліквідований в 2005-му через фінансові труднощі. У вересні 2005 року футбольні клуби «Академіку» (Clube Académico de Futebol) та заснований в 1974-му «Ферміньяу» (Grupo Desportivo de Farminhão) підписали протокол, згідно з яким останній клуб змінював назву на «Академіку де Візеу» (Académico de Viseu Futebol Clube), переїздив до міста Візеу на стадіон «Фонтелу» і переймав собі емблему та клубні кольори першого, таким чином стаючи історичним правонаступником клубу «Академіку» та зберігаючи його історію.